# 앤디 킹
앤드류 필립 "앤디" 킹(영어: Andrew Philip "Andy" King, 1988년 10월 29일 ~ )은 EFL 챔피언십에 소속되어 있는 구단인 브리스틀 시티에서 활약하고 있는 웨일스의 축구 선수이다. EPL 출범 이후 최초로 한 팀에서 1부~3부 리그 우승을 모두 경험한 선수이다.

## 수상
레스터 시티
- 프리미어리그: 2015–16[1]
- 풋볼 리그 챔피언십: 2013–14[1]
- 풋볼 리그 1: 2008–09[1]

개인
- 풋볼 리그 챔피언십 PFA 올해의 팀: 2010–11[2]
- 레스터 시티 올해의 영 플레이어: 2008–09[3]
- 레스터 시티 선수 선정 최고의 선수: 2009–10 , 2010–11

기록
- 레스터 시티 미드필더 최고 득점자: 59골